# Mållebogölen
Mållebogölen är en sjö i Nässjö kommun i Småland och ingår i Motala ströms huvudavrinningsområde.